# Запис Миловановића орах (Доња Мутница)
Запис Миловановића орах (Доња Мутница) се налази на парцели чији је власник Миловановић Слободанка.

## Локација
| Општина             | Параћин                                                                     |
| Катастарска општина | Доња Мутница                                                                |
| Потес               | Село                                                                        |
| Координате          | 43° 51′ 14″ С; 21° 33′ 08″ И / 43.853900000000003° С; 21.552099999999999° И |
| Надморска висина    | 244m                                                                        |

## Карактеристике
Дендрометријске вредности утврђене на терену и сателитским снимцима:
| Стабло                     | Орах |
| Висина стабла              | m    |
| Обим дебла                 | m    |
| Пречник крошње             | 8m   |
| Пречник дебла              | m    |
| Висина дебла до прве гране | m    |

## База записа
Запис је у оквиру Викимедија пројекта "Запис - Свето дрво" заведен под редним бројем 0046.